# Steve Devonas
Steve Devonas (nacido como: Reber, el 12 de junio de 1989)es un actor de cine y televisión suizo. 

## Biografía
Devonas nació en Suiza, completó su educación en la Escuela Europea de Actores de Cine de Zúrich. En 2011, cambió su apellido de Reber a Devonas, que es el apellido de su abuela, quien era oriunda del Cantón de los Grisones.
El primer papel de trascendencia de Devonas llegó en agosto de 2010, en una serie de televisión infantil (Best Friends) de la Schweizer Fernsehen (Televisión Suiza). Luego comenzó su carrera cinematográfica en la producción suiza de Giacun Caduff de 2015, 20 Regeln für Sylvie.
Poco tiempo después, Devonas se mudó a Berlín, Alemania, para continuar sus estudios artísticos. En febrero de 2021, se declaró públicamente gay.
Su padre murió en abril de 2019, y Devonas considera a su hermano mayor como su modelo a seguir. También ha relatado las diferentes reacciones de sus padres respecto a su carrera de actuación. Según Devonas, su madre era algo escéptica, mientras que su padre lo apoyaba abiertamente.
Devonas sufre de acrofobia y disfruta alternar su vida laboral con eventos musicales y practicar deportes de diversa índole.

## Trabajos
Televisión
- Tag und Nacht (2008) - ?
- Best Friends (2010-2012) - Beni (Benjamin) Keller
- Alles auf eine Karte (2018) - (solo episodio piloto)
- Gute Zeiten, schlechte Zeiten (2019) - Fabian Brandt

Peliculas
- Sommerwette (cortometraje de 2008)
- Imagina  (cortrometraje de 2009)
- Boys Are Us (2010) - Timos Freund
- Der Bestatter (2012) - Markus Fischer
- Anuk - Die dunkle Flut (2013) - Orj
- 20 Regeln für Sylvie (2014 - Siril
- How to Win Cannes in 5 Easy Steps (2020) - Tim Tinki Inker
- Sabotage (2021) - Wachmann Johannes